# Dmitriy Sorokin
Dmitriy Sorokin (né le 27 septembre 1992) est un athlète russe, spécialiste du triple saut.

## Biographie
Il a été suspendu pour dopage en 2011,. Sa période de suspension a pris fin le 26 mai 2013.
Sixième des championnats d'Europe en salle de 2015, il remporte la médaille d'or du triple saut lors des Universiades d'été, à Gwangju, en portant son record personnel à 17,29 m.

## Vie privée
Il est marié avec la sprinteuse ukrainienne Nataliya Pohrebnyak. Leur premier enfant, un garçon, est né en 2017.

## Palmarès
| Date | Compétition                    | Lieu      | Résultat | Marque  |
| ---- | ------------------------------ | --------- | -------- | ------- |
| 2015 | Championnats d'Europe en salle | Prague    | 6e       | 16,65 m |
| 2015 | Universiade                    | Gwangju   | 1er      | 17,29 m |
| 2015 | Championnats du monde          | Pékin     | 7e       | 16,99 m |
| 2015 | DécaNation                     | Paris     | 1er      | 17,00 m |
| 2015 | Jeux mondiaux militaires       | Mungyeong | 1er      | 17,01 m |
| 2019 | Jeux mondiaux militaires       | Wuhan     | 4e       | 17,03 m |

## Records
| Épreuve     | Performance | Lieu        | Date            |
| ----------- | ----------- | ----------- | --------------- |
| Triple saut | 17,31 m     | Tcheboksary | 27 juillet 2019 |